# Джемили, Адам
Адам Джемили (англ. Adam Gemili) — британский легкоатлет, который специализируется в беге на короткие дистанции. Чемпион Европы среди молодёжи 2013 года на дистанции 100 метров, чемпион мира среди юниоров 2012 года на той же дистанции. На олимпийских играх 2012 года выступал в беге на 100 метров, на которой смог дойти до полуфинала. На чемпионате мира 2013 года в полуфинальном забеге на 200 метров установил личный рекорд — 19,98, который повторил на чемпионате Европы по лёгкой атлетике 2014 года, став победителем. Также он стал вторым британцем, после Джона Региса, кому удалось пробежать 200 метров быстрее 20 секунд.

## Биография
Является бывшим игроком футбольного клуба Дагенем энд Редбридж. Его мать родом из Ирана, а отец марокканец.
В ранние годы выступал за академию футбольного клуба «Челси».